# Sellingen
Sellingen (Westerwolds: Zèlng, Sèln; Gronings: Sell’n) is een dorp en de hoofdplaats van de gemeente Westerwolde in de Nederlandse provincie Groningen. Het ligt in de streek Westerwolde aan de Ruiten Aa. Het dorp telde in 2023 ruim 2700 inwoners en heeft een oppervlakte van 79 ha.
In het dorp staat het gemeentehuis van de op 1 januari 2018 opgeheven gemeente Vlagtwedde dat na de fusie met Bellingwedde dienstdoet als gemeentehuis van de gemeente Westerwolde.

## Geschiedenis
Sellingen is een esdorp en het heeft dan ook een voor deze dorpen kenmerkende brink. Het  ontstond in de Middeleeuwen. Voor de Reformatie had het een eigen kerspel dat de marken Sellingen, Laude en Ter Haar omvatte. De Nederlands-hervormde kerk van Sellingen is waarschijnlijk in de 14e eeuw gebouwd. Het kerkgebouw of zijn voorganger komt echter al voor op de aanvulling op een lijst van kerken van de Abdij van Corvey, die in de dertiende eeuw is opgetekend. Hier vinden we de naam Sallinge, daarna in een document uit 1316 de naam Zellynge: de oudste vermeldingen van het dorp. Ook is er een gereformeerde kerk in Sellingen.

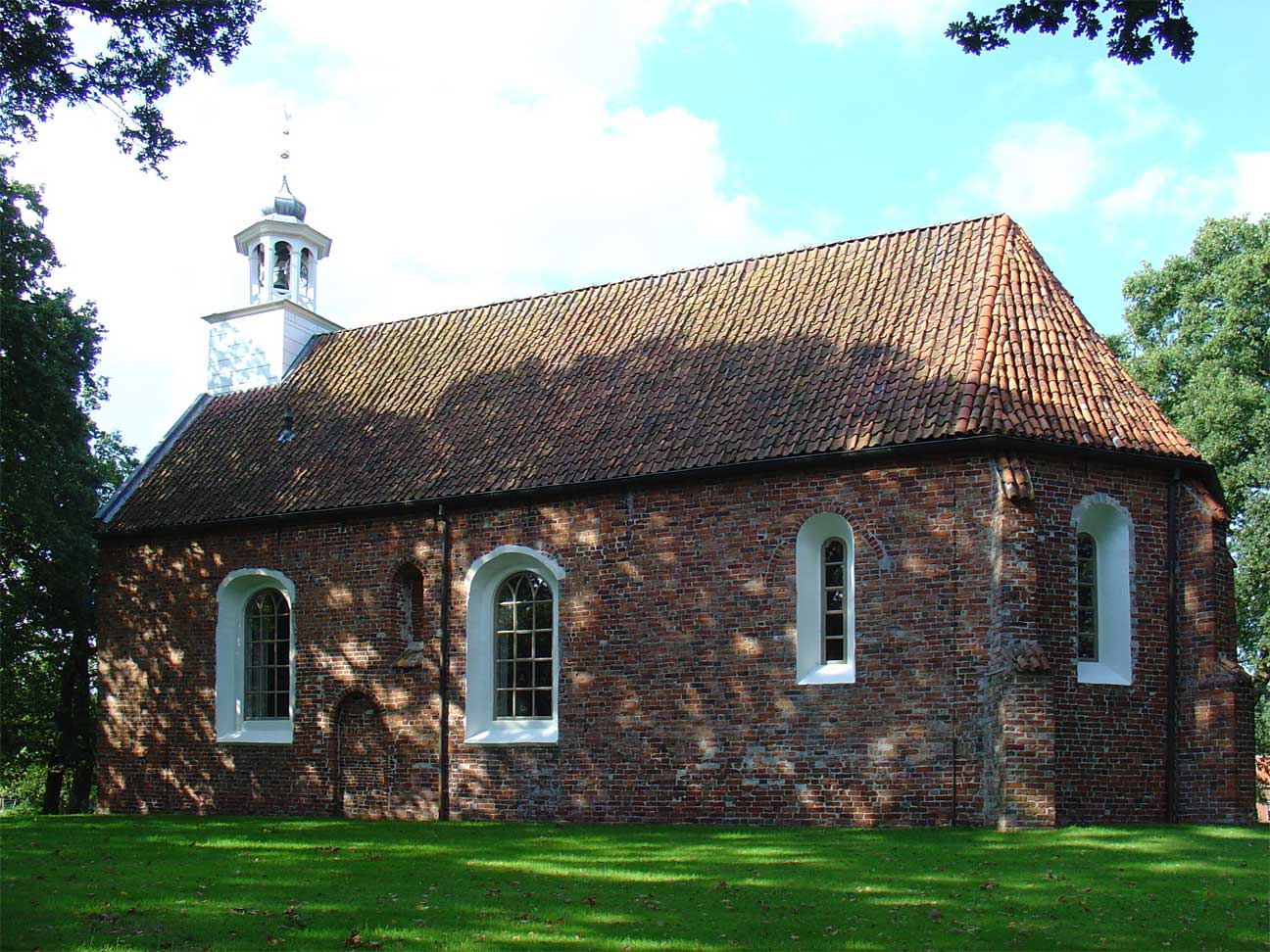
De vroeggotische kerk van Sellingen
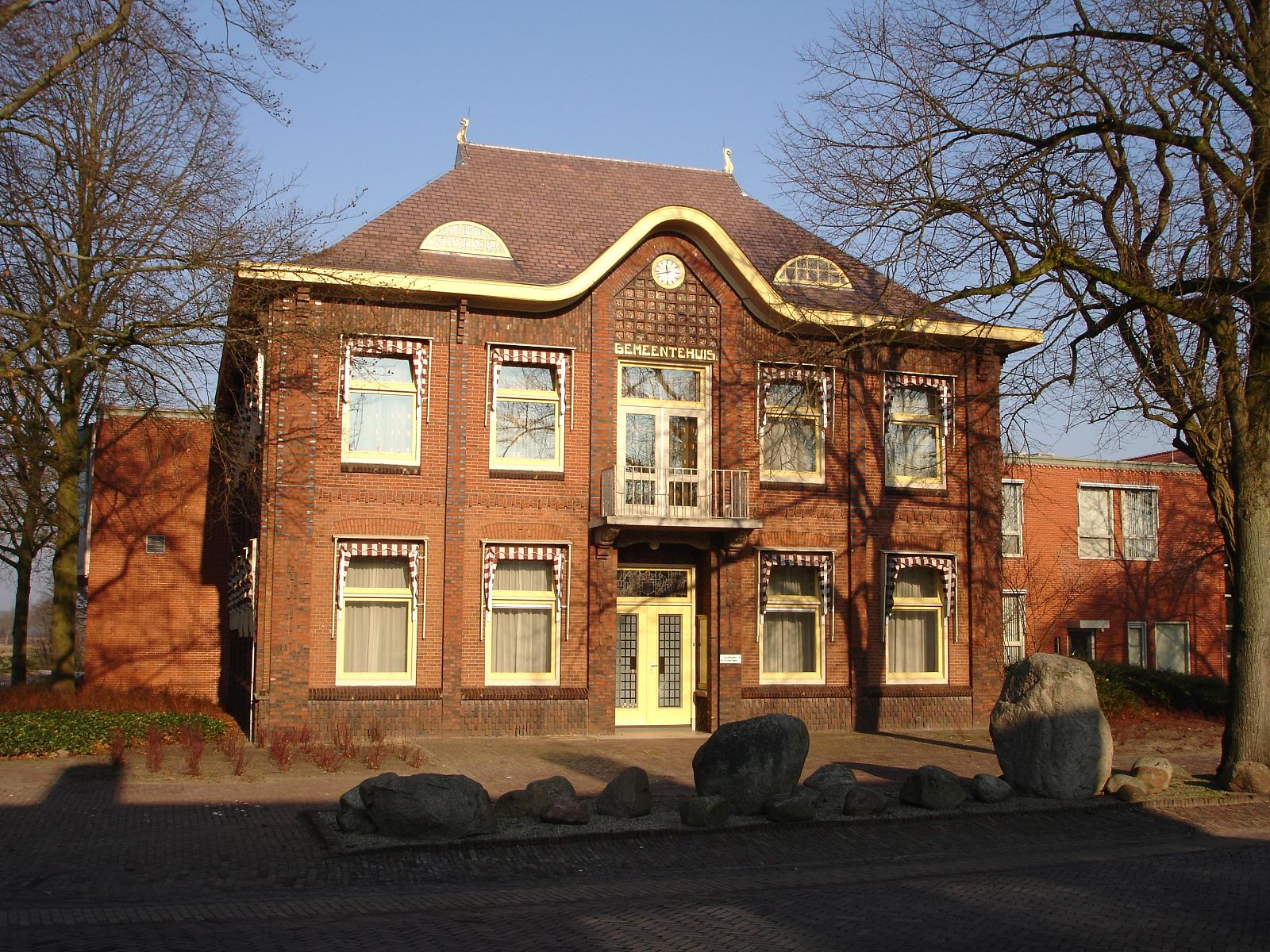
Gemeentehuis in Sellingen
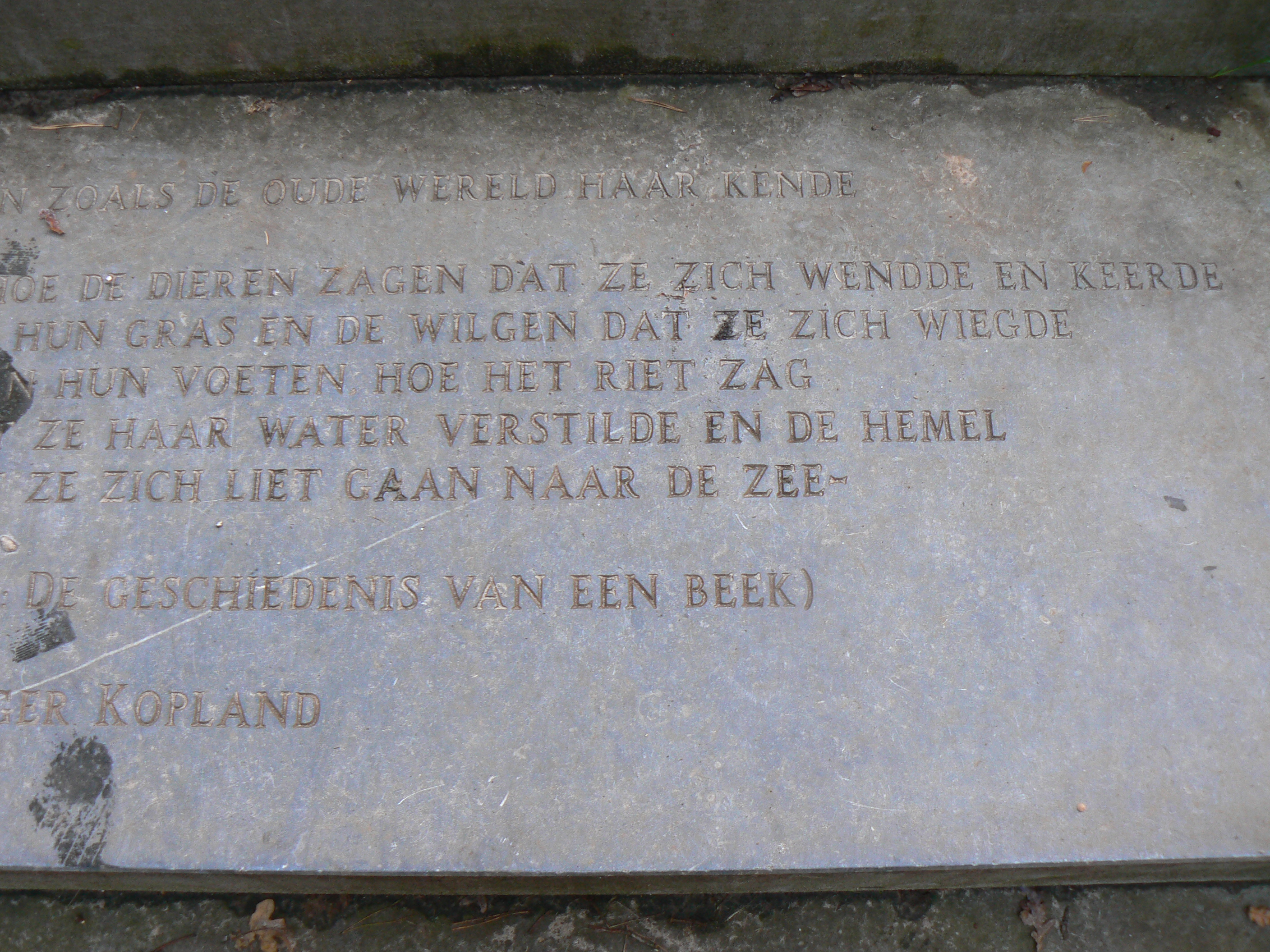
Zoals de oude wereld haar kende van Rutger Kopland in Sellingen

## Landschap
Het Sellingerveld, vroeger de heidevelden van de marke Sellingen, is in de jaren dertig ontgonnen in het kader van de werkverschaffing. Deze zijn omgezet in landbouwgrond en bossen die in beheer zijn gekomen bij Staatsbosbeheer en het bosgebied Sellinger Bossen vormen, zo'n 600 ha groot. Een gedeelte van de bossen wordt tegenwoordig gebruikt voor waterwinning. De Ruiten Aa is in de jaren zestig gekanaliseerd, maar in de jaren negentig hermeanderd in het kader van natuurontwikkeling. Bij deze nieuw aangelegde meanders bevindt zich ook het kunstwerk het Theater van de natuur dat op een kunstmatige heuvel staat. Op de treden van de trap ernaartoe staan gedichten van onder andere Kees Stip, die hier gewoond heeft. Op de grens tussen de bossen en de landen rond de Ruiten Aa staat ook het bezoekerscentrum de Noordmee waar tevens de VVV en een theehuis in zijn gevestigd. Aan de zuidoostzijde van het dorp heeft Staatsbosbeheer gebieden rond de Vennekampen en de Holle Beetse in handen.

## Economie en voorzieningen
De landbouw in de omgeving van het dorp bestaat grotendeels uit akkerbouw en wat veeteelt. De recreatiesector omvat verschillende campings en een bungalowpark. Ook liggen er in de omgeving diverse vrijliggende fietspaden. Door de bos- en natuurgebieden van Staatsbosbeheer zijn diverse wandelroutes te vinden die met behulp van houten paaltjes met gekleurde koppen zijn uitgezet. Ook lopen de bewegwijzerde fietsroutes de Ruiten Aa-route en de United Countries Tour langs het dorp.
Er is in het dorp horeca en er zijn enkele winkels waaronder een supermarkt. In het dorp is een peuterspeelzaal, genaamd Lutke beudels. Er zijn twee basisscholen: de openbare school Op d` Esch en Het Gebint van christelijke signatuur. Voor vervolgonderwijs is het dorp aangewezen op omliggende plaatsen als Ter Apel en Stadskanaal.
In Sellingen is een verwarmd openluchtzwembad dat de naam De Barkhoorn draagt. Het dorp heeft een tennisclub, een gymnastiekvereniging genaamd Sport Staalt Spieren, een volleybalclub en een voetbalvereniging.
Op 12 mei 1972 werd in Sellingen het drinkwaterpompstation “Ir. A. Polstra” geopend. Dit pompstation voorziet in de drinkwatervoorziening van een deel van zuidoost Groningen. Het pompstation is vernoemd naar ir. A. Polstra als dank voor zijn verdiensten als directeur van de Waprog. De opening is verricht door de toenmalige burgemeester van de gemeente Vlagtwedde, mr. G. Loopstra.

## Verbindingen
Ten oosten van het dorp loopt het Ruiten-Aa-kanaal, waarin zich ter hoogte van het dorp de Sellingersluis bevindt. Door het dorp loopt de provinciale weg 976. Tussen 1919 en 1948 liep de OG-stoomtramlijn van Winschoten naar Ter Apel door het dorp.

## Geboren
- Wim Speelman (1919-1945), verzetsstrijder, mede-oprichter Trouw
- Jan Sterenberg (1923-2000),  architect
- Anke de Vries (1936), kinderboekenschrijfster
- Rieks Blok (1939-2007), politicus
- Geert Meijer (1951), voetbaltrainer en voormalig voetbalspeler